# Medal Maxa Plancka
Medal Maxa Plancka – przyznawany jest przez Niemieckie Towarzystwo Fizyczne (Deutsche Physikalische Gesellschaft, DPG) za wybitne osiągnięcia w dziedzinie fizyki teoretycznej. Zwykle przyznawany jest corocznie, choć były lata bez przyznawania go. Zwykle otrzymuje go jedna osoba, choć parokrotnie laureatów była dwójka. Otrzymują ją również uczeni spoza Niemiec; do 2021 roku w tym gronie znalazł się jeden Polak: Andrzej Buras, związany zawodowo z Niemcami.

## Najwybitniejsi laureaci
Wśród laureatów znaleźli się też nobliści – do 2021 roku takich osób było dziewiętnaście:

- 1929: Max Planck (nobel 1918)
i Albert Einstein (nobel 1921),
- 1930: Niels Bohr (nobel 1922),
- 1932: Max von Laue (nobel 1914),
- 1933: Werner Heisenberg (nobel 1932),
- 1937: Erwin Schrödinger (nobel 1933),
- 1938: Louis de Broglie (nobel 1929),
- 1948: Max Born (nobel 1954),
- 1949: Otto Hahn (nobel chemia 1944),
- 1950: Peter Debye (nobel chemia 1936),
- 1951: James Franck i Gustav Hertz (nobel 1925),
- 1952: Paul Dirac (nobel 1933),
- 1953: Walther Bothe (nobel 1954),
- 1954: Enrico Fermi (nobel 1938),
- 1955: Hans Bethe (nobel 1967),
- 1958: Wolfgang Pauli (nobel 1945),
- 1960: Lew Landau (nobel 1962),
- 1961: Eugene Wigner (nobel 1963),
- 1985: Yoichiro Nambu (nobel 2008).
- 2011: Giorgio Parisi (nobel 2021)

Inni wybitni laureaci – czasem nominowani do Nagrody Nobla – to np. Arnold Sommerfeld, Pascual Jordan, Lise Meitner, Victor Weisskopf, Oskar Klein i Freeman Dyson.

## Wyróżnieni
- 1929: Max Planck i Albert Einstein
- 1930: Niels Bohr
- 1931: Arnold Sommerfeld
- 1932: Max von Laue
- 1933: Werner Heisenberg
- 1934–1936: nie przyznano
- 1937: Erwin Schrödinger
- 1938: Louis de Broglie
- 1939–1941: nie przyznano
- 1942: Pascual Jordan
- 1943: Friedrich Hund
- 1944: Walther Kossel
- 1945–1947: nie przyznano
- 1948: Max Born
- 1949: Otto Hahn i Lise Meitner
- 1950: Peter Debye
- 1951: James Franck i Gustav Hertz
- 1952: Paul Dirac
- 1953: Walther Bothe
- 1954: Enrico Fermi
- 1955: Hans Bethe
- 1956: Victor Weisskopf
- 1957: Carl Friedrich von Weizsäcker
- 1958: Wolfgang Pauli
- 1959: Oskar Klein
- 1960: Lew Landau
- 1961: Eugene Wigner
- 1962: Ralph Kronig(inne języki)
- 1963: Rudolf Peierls(inne języki)
- 1964: Samuel Goudsmit i George Uhlenbeck
- 1965: nie przyznano
- 1966: Gerhard Lüders(inne języki)
- 1967: Harry Lehmann(inne języki)
- 1968: Walter Heitler
- 1969: Freeman Dyson
- 1970: Rudolf Haag(inne języki)
- 1971: nie przyznano
- 1972: Herbert Fröhlich(inne języki)
- 1973: Nikołaj Bogolubow
- 1974: Léon van Hove(inne języki)
- 1975: Gregor Wentzel(inne języki)
- 1976: Ernst Stueckelberg(inne języki)
- 1977: Walter Thirring(inne języki)
- 1978: Paul Ewald
- 1979: Marcus Fierz
- 1980: nie przyznano
- 1981: Kurt Symanzik(inne języki)
- 1982: Hans-Arwed Weidenmüller(inne języki)
- 1983: Nicholas Kemmer(inne języki)
- 1984: Res Jost(inne języki)
- 1985: Yoichiro Nambu
- 1986: Franz Wegner(inne języki)
- 1987: Julius Wess(inne języki)
- 1988: Valentine Bargmann(inne języki)
- 1989: Bruno Zumino(inne języki)
- 1990: Hermann Haken
- 1991: Wolfhart Zimmermann(inne języki)
- 1992: Elliott H. Lieb
- 1993: Kurt Binder
- 1994: Hans-Jürgen Borchers(inne języki)
- 1995: Siegfried Großmann(inne języki)
- 1996: Ludwig Faddejew
- 1997: Gerald Brown
- 1998: Raymond Stora(inne języki)
- 1999: Pierre Hohenberg(inne języki)
- 2000: Martin Lüscher(inne języki)
- 2001: Jürg Fröhlich(inne języki)
- 2002: Jürgen Ehlers(inne języki)
- 2003: Martin Gutzwiller(inne języki)
- 2004: Klaus Hepp(inne języki)
- 2005: Peter Zoller
- 2006: Wolfgang Götze(inne języki)
- 2007: Joel Lebowitz(inne języki)
- 2008: Detlev Buchholz(inne języki)
- 2009: Robert Graham
- 2010: Dietel Vollhardt
- 2011: Giorgio Parisi
- 2012: Martin Zirnbauer(inne języki)
- 2013: Werner Nahm(inne języki)
- 2014: David Ruelle(inne języki)
- 2015: Viatcheslav F. Mukhanov(inne języki)
- 2016: Herbert Wagner(inne języki)
- 2017: Herbert Spohn(inne języki)
- 2018: J. Ignacio Cirac(inne języki)
- 2019: Detlef Lohse(inne języki)
- 2020: Andrzej Buras
- 2021: Alexander M. Polyakov
- 2022: Annette Zippelius(inne języki)
- 2023: Raszyd Siuniajew
- 2024: Erwin Frey
- 2025: Reinhard F. Werner